# Grattacielo di Cesenatico

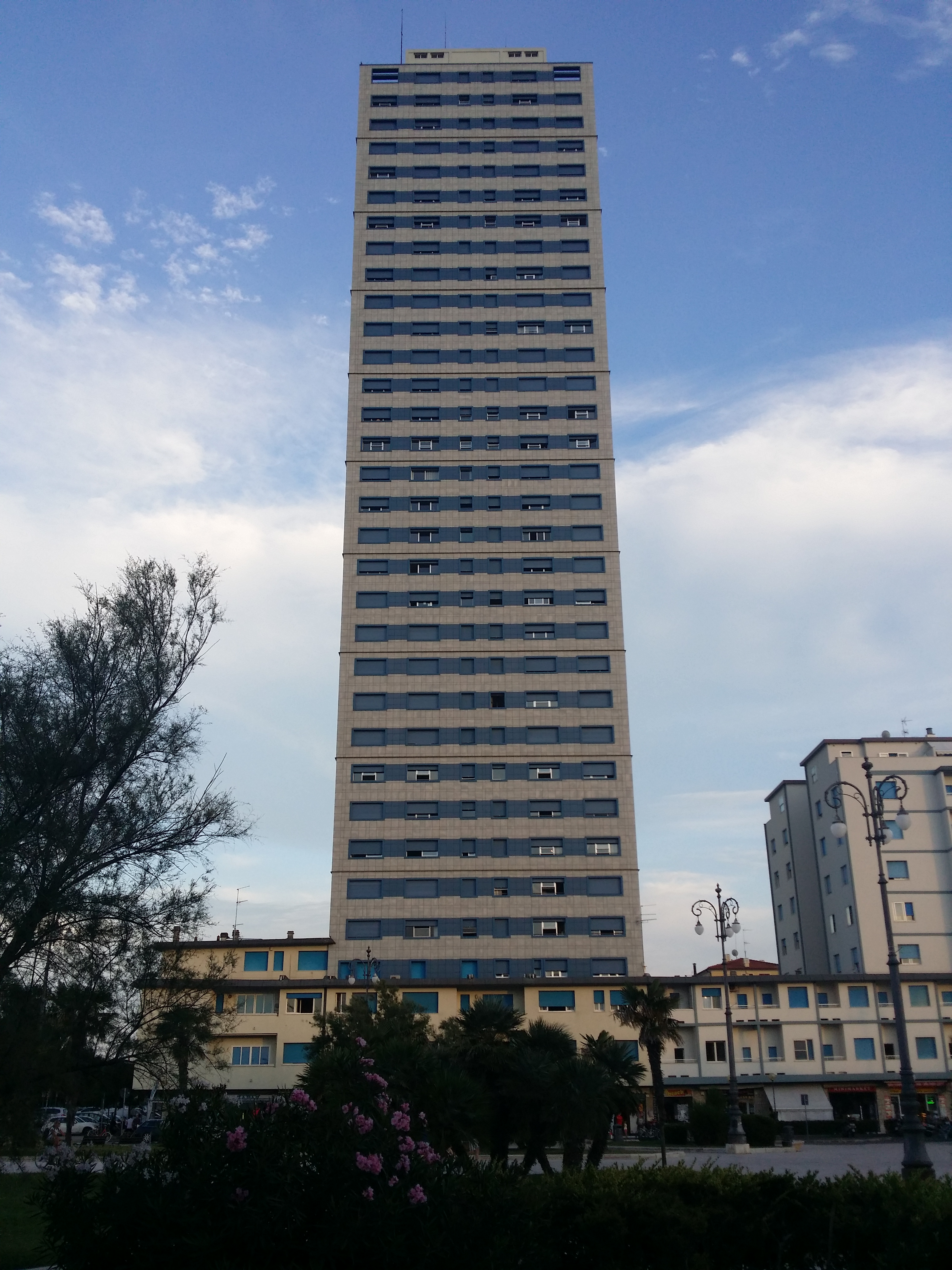
Der Grattacielo di Cesenatico (2014)

Der Grattacielo di Cesenatico ist ein Wolkenkratzer im Zentrum der italienischen Gemeinde Cesenatico. Er ist neben dem Grand Hotel Cesenatico eines der zwei Wahrzeichen des Ortes und 118 Meter hoch.

## Beschreibung
Das Hochhaus wurde von 1952 bis 1958 gebaut. Es war mit seiner Höhe von 118 m bis 1960 das höchste Gebäude Italiens. Das Gebäude besitzt 35 Etagen, davon werden 30 Etagen für insgesamt 120 Wohnungen benutzt.